# Expresso 25
Expresso 25 é um grupo musical brasileiro de MPB com sede em Porto Alegre, Rio Grande do Sul. É originado do antigo Coral 25 de Julho de Porto Alegre, sendo vinculado ao Centro Cultural 25 de Julho.
A direção artística cabe ao músico uruguaio Pablo Trindade. Sua proposta é abrir novos caminhos para o canto coral através de uma estética diferenciada. Incorpora elementos cênicos como iluminação, figurinos, cenário, acrescentando elementos rítmicos compostos de percussão corporal e instrumental e movimentos coreográficos, compondo elementos interpretativos que extrapolam o conceito de cantor para o de artista.

## Espetáculos
O MPB Vocal em Cena é um espetáculo que mistura teatro, música e dança onde os componentes interpretam a história de uma cidade a espera de um trem e tudo aquilo que ele traz, física e simbolicamente. O repertório é constituido de arranjos de Pablo Trindade sobre obras de Djavan, Caetano Veloso, Gonzaguinha, Milton Nascimento, Ivan Lins, Noel Rosa, Almir Sater, João Bosco, Lupicínio Rodrigues, Tom Jobim, Chico Buarque e Tunai. O texto da obra é de autoria da parceria entre Pablo Trindade e Carolina Wist.
O Imaginário Sonoro do Brasil é um espetáculo integralmente musical, onde as vozes, os instrumentos e a percussão corporal e instrumental realizam um repertório integrado por arranjos de Pablo Trindade sobre obras de Lenine, Guinga, Eduardo Gudin, Hermeto Pascoal, Djavan, Caetano Veloso, Milton Nascimento, Ivan Lins, Chico César, João Bosco, Fátima Guedes, Dolores Duran, Tom Jobim, Chico Buarque e Tunai. Num cenário circular, o público se mistura com os músicos ouvindo um resultado sonoro totalmente integrado, em que se sente fazendo parte.

## Integrantes
O grupo é composto de 44 vozes entre sopranos, contraltos, mezzos, tenores, barítonos e baixos, acompanhados pelo piano do maestro Pablo, bateria e percussão de Ricardo Arenhaldt e contrabaixos elétrico e acústico de Clóvis "Boca" Freire. Integram o grupo, atualmente:
| - Adriana Lau - Ana Clara Matielo - Ana Machry - Ana Paula Freire - Beto Machry - Claudio Machado - Cristiane Moraes - Duda Linn - Eduardo Perufo - Egon Fröhlich - Eliana Ritter - Émerson Hernandez | - Evandro Manara Miletto - Fátima Peres - Federico Trindade - Fernanda Ramos - Geraldo Oliveira - Henrique Monteiro - José Peixoto - Juliana Cadó - Juliana Zart - Karen Volkmann - Laura Gómez - Léo Mazzarolo | - Lisete Pozatti - Lourdes Policarpo - Luís André Gubert - Maira Machado - Margit Ritter - Marieta Marks Löw - Martina Fröhlich - Nara Roque - Neila Mesquita - Olavo Fröhlich - Paula Freitas | - Peter Fröhlich - Rafael Körbes - Regina Dossin - Renata Fröhlich - Rubens Baggio - Sandra Ritter - Sérgio Hickmann - Solange da Rosa - Susi Fröhlich - Tobias Flores - Valentina Trindade - Vicente Hennemann |

### Artistas convidados
Em 9 de dezembro de 2006, o Expresso 25 se apresentou no Theatro São Pedro com a presença de Hermeto Pascoal e Aline Morena.

## Discografia
Como Expresso 25:
- 2003 – MPB Vocal em Cena

Como Coral 25 de Julho de Porto Alegre:
- 1998 - Música Coral Brasileira
- 1994 - Oratório de Natal
- 1989 - Alma Nativa
- 1985 - Andanças

Como Coral Misto 25 de Julho:
- 1982 - Boas Festas
- 1979 - Coral 25 de Julho - 3º Vol.
- 1974 - Coral 25 de Julho - 2º Vol.
- 1968 - A Juventude/Die Jugend

## Prêmios e indicações

### Prêmio Açorianos
| Ano  | Categoria         | Indicação         | Resultado |
| ---- | ----------------- | ----------------- | --------- |
| 2003 | Espetáculo        | Expresso 25       | Indicado  |
| 2004 | Intérprete de MPB | Expresso 25       | Venceu    |
| 2013 | Intérprete de MPB | Expresso 25       | Indicado  |
| 2013 | Álbum de MPB      | Cantando em Bando | Indicado  |